# Heodes viduata
Heodes viduata är en fjärilsart som beskrevs av Schultz 1905. Heodes viduata ingår i släktet Heodes och familjen juvelvingar. Inga underarter finns listade i Catalogue of Life.